# Hieracium anfractiforme
Hieracium anfractiforme es una especie de planta con flor del género Hieracium, de la familia Asteraceae, orden Asterales.

## Distribución
Hieracium anfractiforme se distribuye por Escocia.

## Taxonomía
Fue descrita científicamente por Marshall. Fue publicada en J. Bot. 30: 183 (1892).